# Ripper – Briefe aus der Hölle
Ripper – Brief aus der Hölle (Originaltitel: Ripper) ist ein kanadisch-britischer Horrorfilm von John Eyres aus dem Jahr 2001.

## Handlung
Molly Keller entgeht nur knapp der Ermordung durch einen Serienmörder, nachdem es ihr gelungen ist, von einer Insel zu fliehen.[2] Fünf Jahre später nimmt sie an einem Kurs für forensische Psychologie teil, der von Marshall Kane, einem weltbekannten Experten für abweichende Gewalttäter, geleitet wird.[3] Ebenfalls in dem Kurs sind Jason Korda, Chantal Etienne, Marisa Tavares, Eddie Sackman, Mary-Anne Nordstrom, Andrea Carter und Aaron Kroeker. Während einer Unterrichtsstunde spielt Marshall seiner Klasse einen Streich, indem er vorgibt, einen der Schüler zu ermorden. Damit will er demonstrieren, dass jeder Mensch ein Mörder sein kann. Die unorthodoxe Lektion veranlasst Aaron, Molly zu offenbaren, dass er von ihrer Vergangenheit weiß, was sie verärgert, da sie nicht über das Trauma sprechen möchte, das sie erlitten hat. Ihre Stimmung wird durch Eddie noch weiter verschlechtert, als er versucht, sie anzubaggern, nur um von ihr entschieden zurückgewiesen zu werden.
Später an diesem Abend trifft sich die Gruppe, ohne Aaron, zu einer Lernsitzung, die bald in einen Streit über Mollys offenkundig feindselige Haltung ausartet. Um die wachsende Spannung abzubauen, beschließen sie, zu einer Party zu gehen, die in einem nahe gelegenen, verlassenen Gebäude stattfindet. Hier unternimmt Jason einen echten Versuch, Molly besser kennen zu lernen, aber sie bleibt distanziert. Marisa hat unterdessen Sex mit einem maskierten Mann, woraufhin sie Chantal und Andrea belauscht, die sich über sie unterhalten. Marisa fühlt sich verletzt und beschließt, zu gehen, aber der Aufzug bringt sie stattdessen in ein isoliertes Stockwerk des Gebäudes. Als sie aus dem Aufzug tritt, wird Marisa von einem maskierten Angreifer angegriffen und niedergestochen. In ihrer Panik stolpert sie und fällt aus dem Fenster, aber eine Kette, die um ihren Knöchel gewickelt ist, fängt sie auf, so dass der Mörder sie wieder hochziehen, brutal zu Tode stechen und dann ihren Körper durch ein Fenster in die Party unter ihr stürzen lassen kann.
Am nächsten Tag trauert die Gruppe um Marisa und beschließt, zu versuchen, ihren Mörder zu identifizieren. Molly trifft auf Detective Kelso, der an den Ermittlungen zu den vorherigen Morden beteiligt war. Die beiden fahren zum Tatort, wo Detective Kelso Molly warnt, dass er glaubt, der Mörder sei zurück.
Mary-Anne ist auf dem Heimweg zu ihrer Familie, als ein schwarzer Lastwagen beginnt, in das Heck ihres Autos zu rammen. Sie versucht, wegzufahren, aber der Truck schiebt sie an den Rand einer Klippe. Als sie versucht, auszusteigen, trifft der Truck ihr Auto erneut, wodurch sie durch die Windschutzscheibe kracht und in den Tod stürzt. Detective Kelso findet ihre Leiche in einem nahe gelegenen Schuppen, wo der Mörder mehrfach auf sie eingestochen hat.
Molly stellt Marshall zur Rede und zeigt, dass der Mörder dem Muster des berühmten Serienmörders Jack the Ripper folgt. Jason gelingt es, die Gruppe zu überreden, trotz ihrer Zweifel weiter zu ermitteln. Molly und Jason entdecken, dass der Mörder Marshall zuvor als Geisel gehalten hat. Chantal küsst Jason, entschuldigt sich aber bald bei Molly dafür, und die beiden werden Freunde. Während Andrea im Leichenschauhaus Mary-Annes Wunden identifiziert, wird sie von dem Mörder verfolgt, der sie unter Drogen setzt, bevor er sie ausweidet.
Jason, Chantal und Eddie erfahren von Mollys Vergangenheit, was zu einem Streit führt, in dessen Folge sich Molly aus der Gruppe entfernt. Die aufgebrachte Molly wird von Marshall getröstet. In der folgenden Nacht werden Molly, Jason, Eddie, Chantal und Marshall zu einer Hütte gebracht, wo sie feststellen, dass die Opfer die gleichen Initialen haben wie die Opfer von Jack the Ripper. Der Verdacht fällt auf Aaron, der die Lerngruppe zusammengestellt hatte.
Sie versuchen, Detective Kelso anzurufen, aber das Telefon funktioniert nicht. Nachdem sich Molly und Chantal zerstritten haben, machen sich Eddie, Jason und Chantal auf den Weg, um zu versuchen, den Telefonsatelliten auf dem Gipfel des Berges zu reparieren. Ihr Auto hat bald eine Panne, so dass Jason gezwungen ist, zu Fuß weiterzugehen. Eddie versucht, das Auto zu reparieren, während Chantal drinnen bleibt. Bald taucht der Killer auf und schlägt Chantal nieder, bevor Eddies Hand in der Motorhaube des Autos eingeklemmt wird. Chantal wacht auf, gerät in Panik und fährt das Auto vorwärts gegen einen Baum, der Eddie den Rücken zerquetscht und ihn tötet. Der Killer jagt Chantal zu einer Fabrik, wo sie versehentlich eine Holzspaltmaschine in Gang setzt. Sie stößt auf Aaron, der sie warnt, dass er weiß, wer der Mörder ist. Sie versucht zu fliehen, aber sie fallen in die Maschine und werden von den Kreissägen verstümmelt.
Zurück in der Hütte, wird Molly sowohl Jason als auch Marshall gegenüber misstrauisch. Als Jason zurückkommt, schlägt Molly ihn nieder und rennt in den Wald. Sie trifft erneut auf Jason und flieht, während der Killer ihn mit einer Axt zu Tode hackt. Molly entdeckt Marshall, der über Jasons Leiche steht, bevor Detective Kelso eintrifft und Marshall niederschlägt. Molly halluziniert daraufhin und sieht ihr jüngeres Ich im Wald, das mit Gesten auf die beiden Männer zeigt und andeutet, dass es Molly war, die sie alle getötet hat.
Später wird Marshall für die Morde hingerichtet. 

## Hintergrund
Die Dreharbeiten fanden in Victoria (British Columbia) statt. Der Film feierte am 8. August 2001 Premiere und wurde im September 2001 auf dem schwedischen Lund Fantastisk Film Festival gezeigt.
2004 entstand mit Ripper 2 zumindest dem Titel nach eine Fortsetzung.

## Kritiken
Das Lexikon des Internationalen Films urteilt: „Horrorthriller mit abstruser Story, der mit schockierenden Mordszenen, beklemmenden Angstvisionen und düsteren Rocksongs eine albtraumhafte Atmosphäre beschwört. Am Ende bleibt jedoch nur die Angst, dass der Slasher-Film eine Fortsetzung finden könnte.“
Die Zeitschrift TV direkt 5/2007 schrieb, der Film sei eine „verschenkte Chance“ und biete „nur billige Schocks“.
Ryan Cracknell schrieb im Apollo Guide, nicht alles im Film ergebe einen Sinn. Der Film beinhalte „Klischees“ und „verbrauchte oberflächliche Charaktere“ („overused shallow character types“).

## Auszeichnungen
Der Film wurde im Jahr 2003 für die Besten visuellen Effekte für den DVD Premiere Award nominiert.